# 2014 SR349

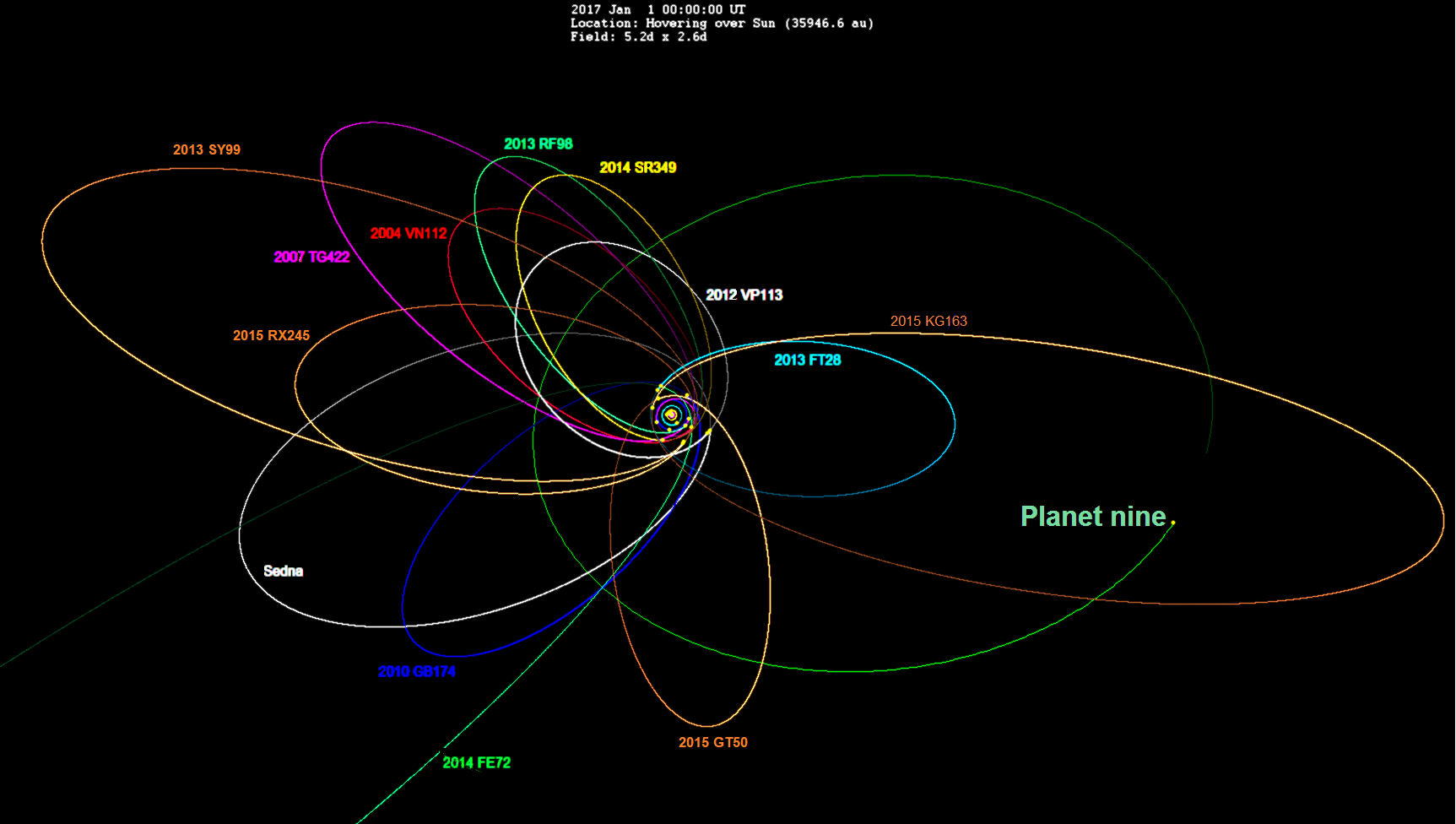
Quỹ đạo của 2014 SR349 (màu vàng) với các thiên thể khác cùng với quỹ đạo của Hành tinh thứ chín ở bên phải.

2014 SR349 là một vật thể ngoài Hải Vương tinh và vật thể đĩa phân tán ở vùng xa của Hệ Mặt Trời. Nó được quan sát lần đầu vào ngày 19 tháng 9 năm 2014, bởi các nhà khoa học Scott Sheppard và Chad Trujillo tại đài quan sát Cerro Tololo tại Chile.

## Khám phá
Được khám phá vào ngày 19 tháng 9 năm 2014, vật thể này được phát hiện tại Chile, trong một cuộc khảo sát thiên văn học cho những thiên thể nhỏ nằm trong vành đai Kuiper. Sự khám phá của nó được công nhận chính thức vào ngày 29 tháng 8 năm 2016. Thiên thể này được viết tắt là SR, đánh số 349 và có 2014 - là năm nó được phát hiện. Trong cuộc khảo sát này, nó, sednoid 2012 VP113 và 2013 FT48.

## Đặc điểm vật lý
2014 SR349 có cường độ là 24.12.